# Noyelles-en-Chaussée
Noyelles-en-Chaussée (picardisch: Noéyelle-in-Cœuchie) ist eine nordfranzösische Gemeinde mit 243 Einwohnern (Stand 1. Januar 2022) im Département Somme in der Region Hauts-de-France. Die Gemeinde liegt im Arrondissement Abbeville und ist Teil der Communauté de communes Ponthieu-Marquenterre und des Kantons Rue.

## Geographie
Die Gemeinde liegt auf der Hochfläche des Ponthieu an den Départementsstraßen D108 (Teil einer Römerstraße und des Systems der Chaussée Brunehaut) und D56 von dem rund neun Kilometer westnordwestlich gelegenen Crécy-en-Ponthieu in Richtung Bernaville. Das Gemeindegebiet liegt im Regionalen Naturpark Baie de Somme Picardie Maritime.

## Geschichte
Im Zweiten Weltkrieg errichtete die Wehrmacht in Noyelles eine Raketenabschussrampe.

## Einwohner
| 1962 | 1968 | 1975 | 1982 | 1990 | 1999 | 2006 | 2011 |
| ---- | ---- | ---- | ---- | ---- | ---- | ---- | ---- |
| 363  | 333  | 303  | 297  | 268  | 248  | 258  | 258  |

## Sehenswürdigkeiten
- Kirche Saint-Pierre
- Schloss
- Kapelle der 300 Leichen zur Erinnerung an dreihundert in der Schlacht von Crécy gefallene Ritter
- Kriegerdenkmal

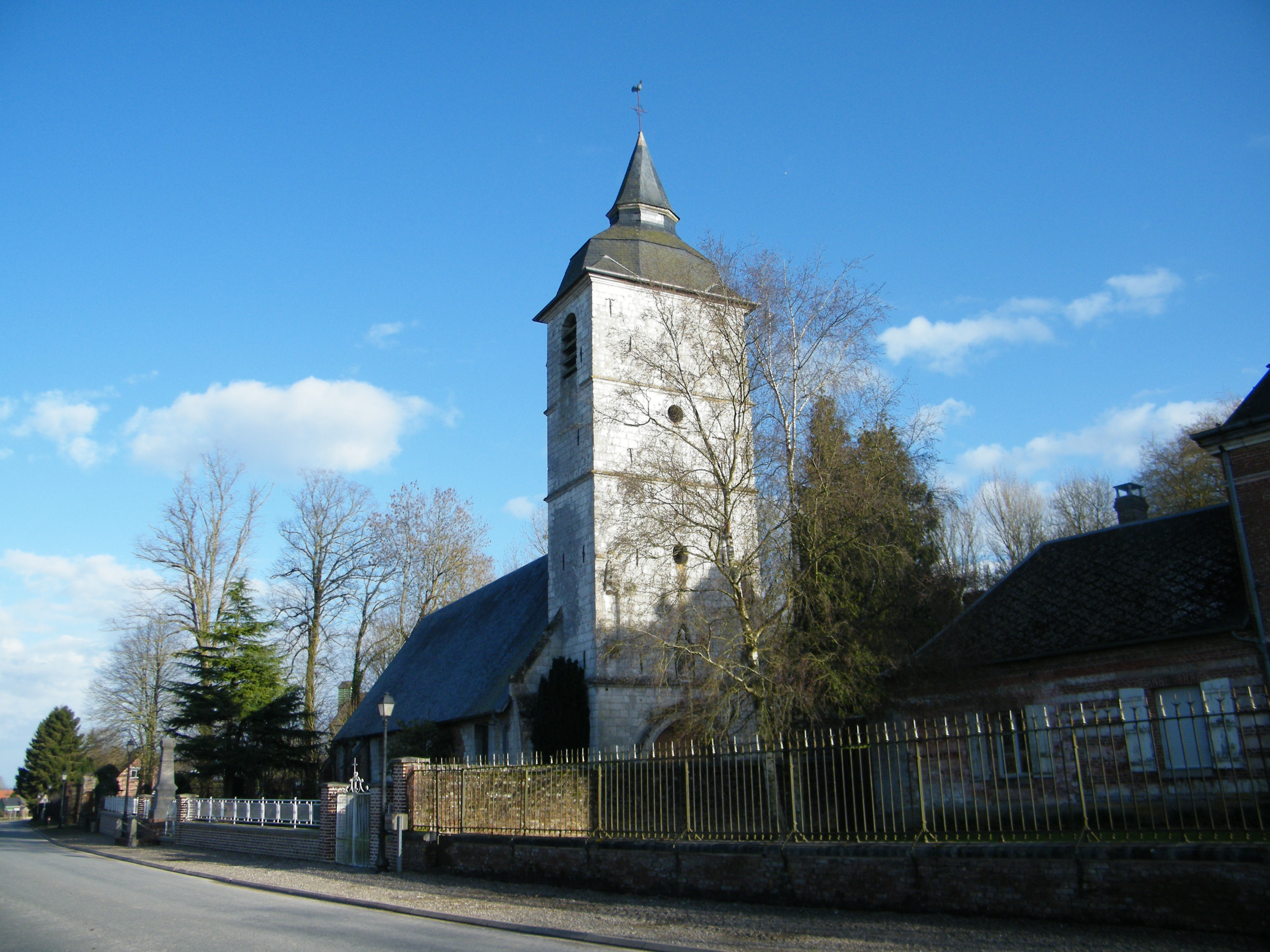
Kirche Saint-Pierre
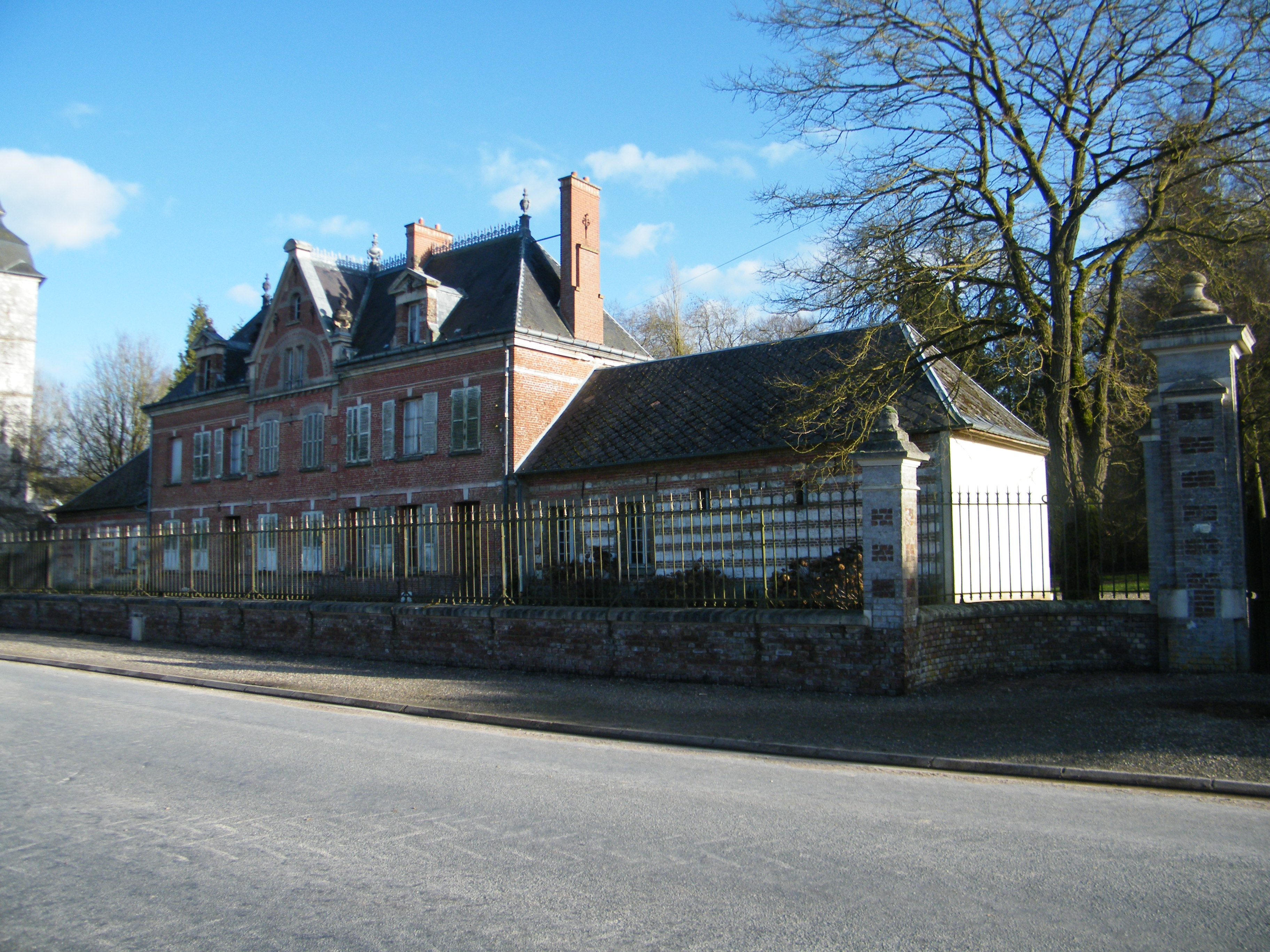
Schloss
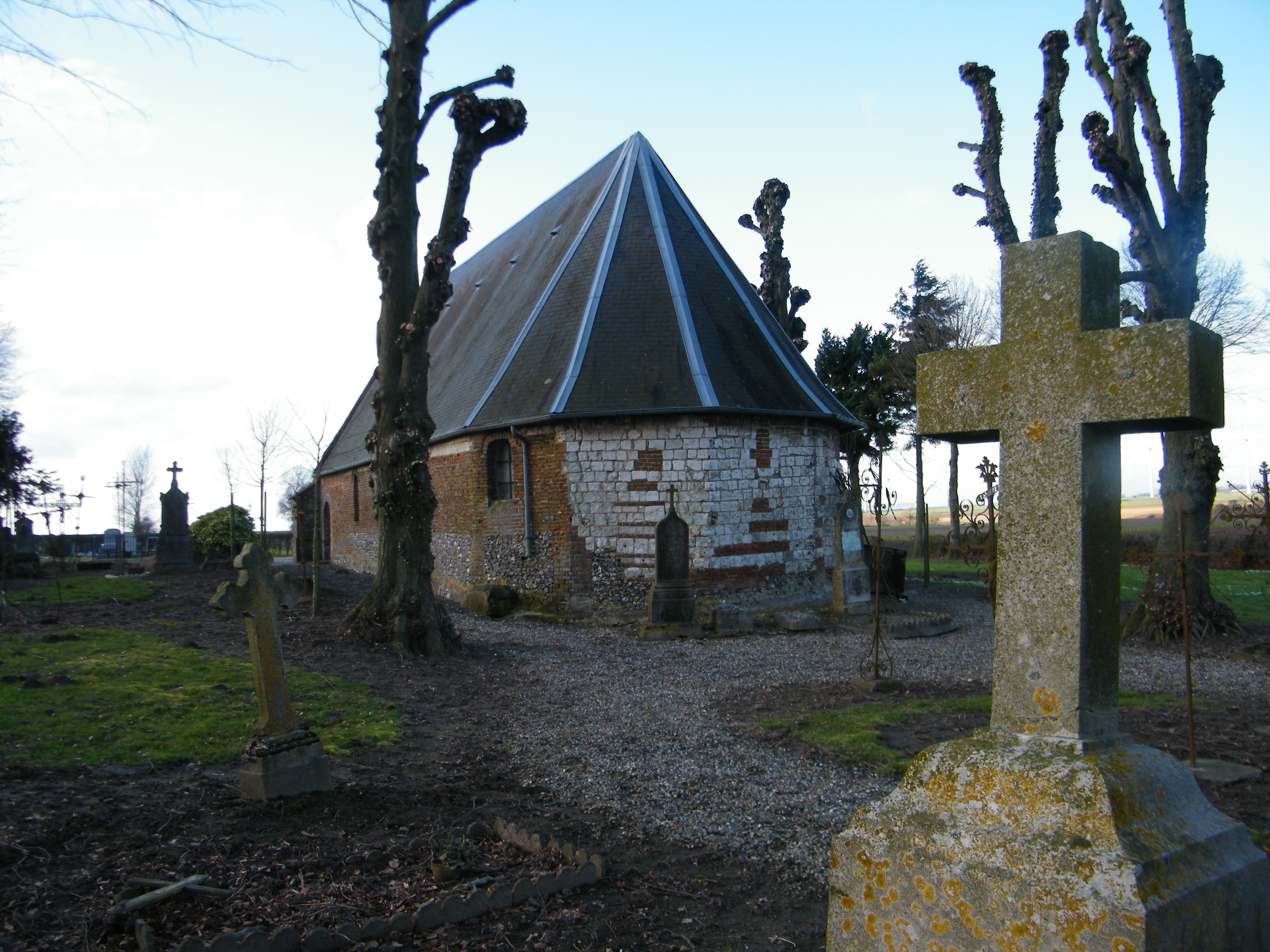
Kapelle der 300 Leichen
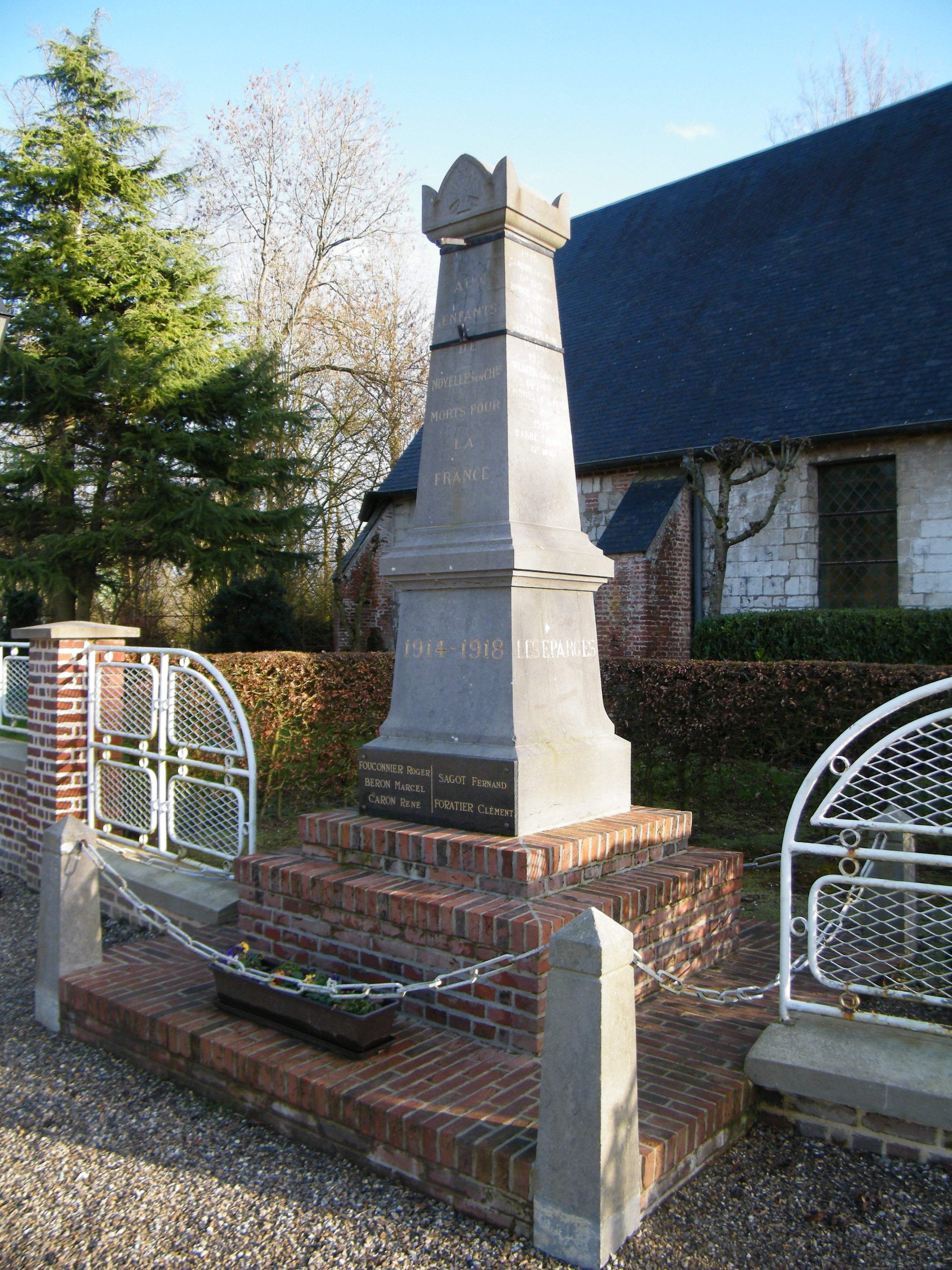
Kriegerdenkmal